# Kurt Mørkøre
Kurt Mørkøre (Klaksvík, 2 febbraio 1969) è un allenatore di calcio ed ex calciatore faroese, di ruolo attaccante, tecnico dell'Averøykameratene.

## Carriera

### Giocatore

#### Club
Mørkøre giocò nelle giovanili del KÍ Klaksvík, per poi passare al Leirvík. Si trasferì poi ai norvegesi dello Stavanger. Vestì ancora la maglia del KÍ Klaksvík in più circostanze, intervallate da un'esperienza al B68 Toftir e una al Sogndal. In quest'ultimo club, arrivò al secondo posto della classifica dei marcatori della 1. divisjon 2000.
Il 16 aprile 2001 esordì nella Tippeligaen, quando fu titolare nella sconfitta per 3-0 sul campo dell'Odd Grenland. Seguirono altri due periodi al KÍ Klaksvík, intervallati da tre stagioni all'Eide, prima di chiudere la carriera da calciatore attivo al B36 Tórshavn, nel 2007.

#### Nazionale
Conta 36 presenze e 3 reti per le Fær Øer.

### Allenatore
Nel 2002 fu allenatore-giocatore del KÍ Klaksvík. Nel 2007 ricoprì lo stesso incarico al B36 Tórshavn, per poi dedicarsi dalla stagione successivamente solamente alla panchina. Dal 2008 al 2010 fu infatti il tecnico dell'Elnesvågen, mentre dal 2011 è l'allenatore dell'Averøykameratene.